# Cataulacus regularis
Cataulacus regularis är en myrart som beskrevs av Auguste-Henri Forel 1892. Cataulacus regularis ingår i släktet Cataulacus och familjen myror. Inga underarter finns listade.

## Bildgalleri

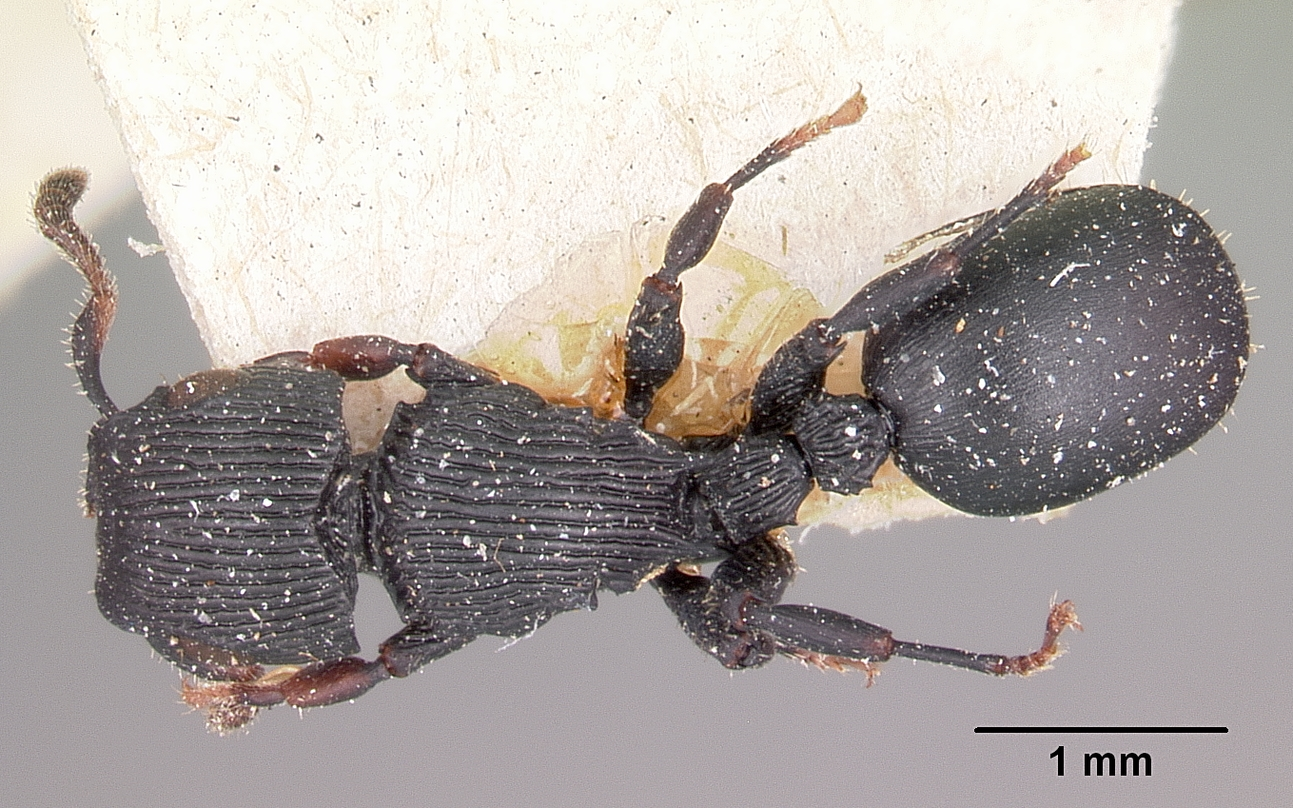
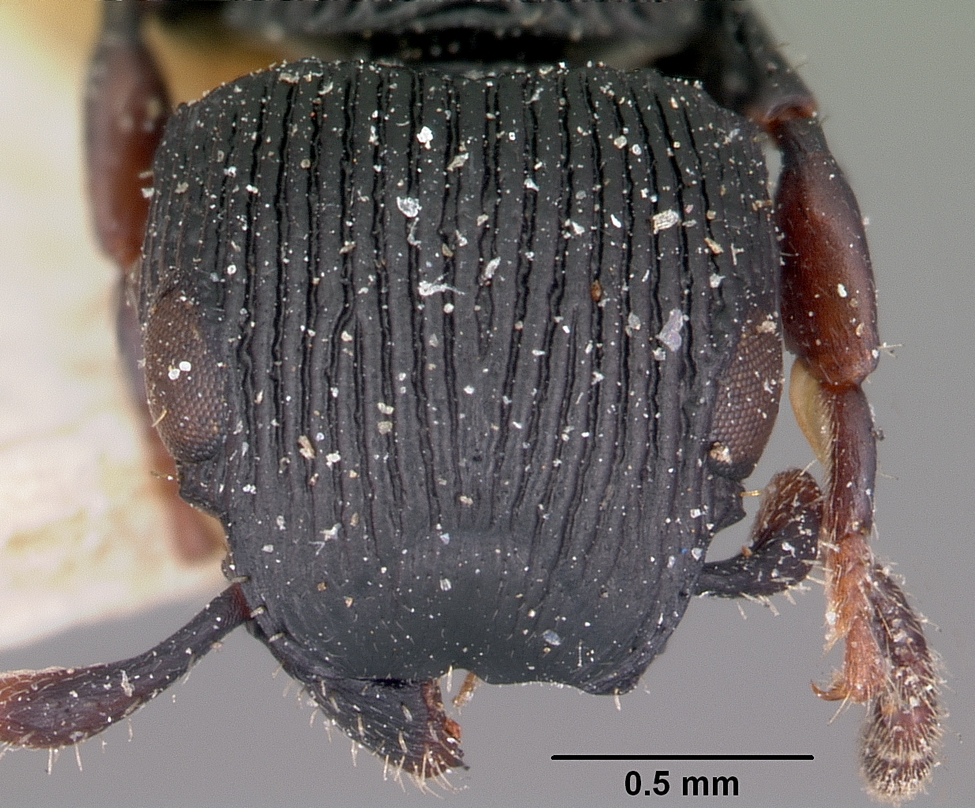
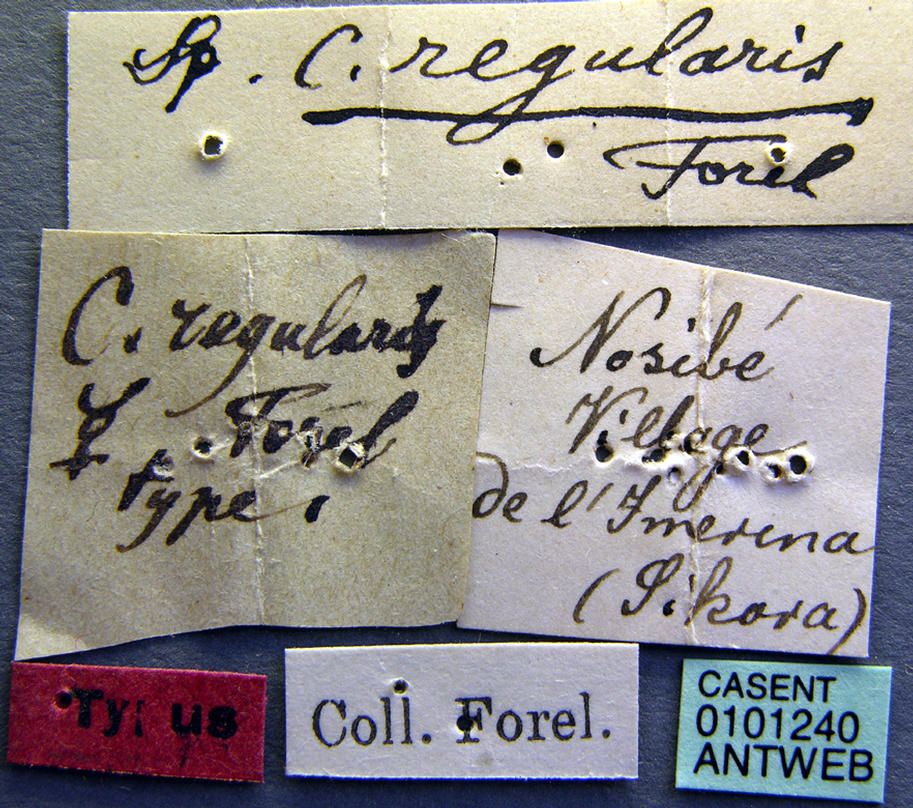
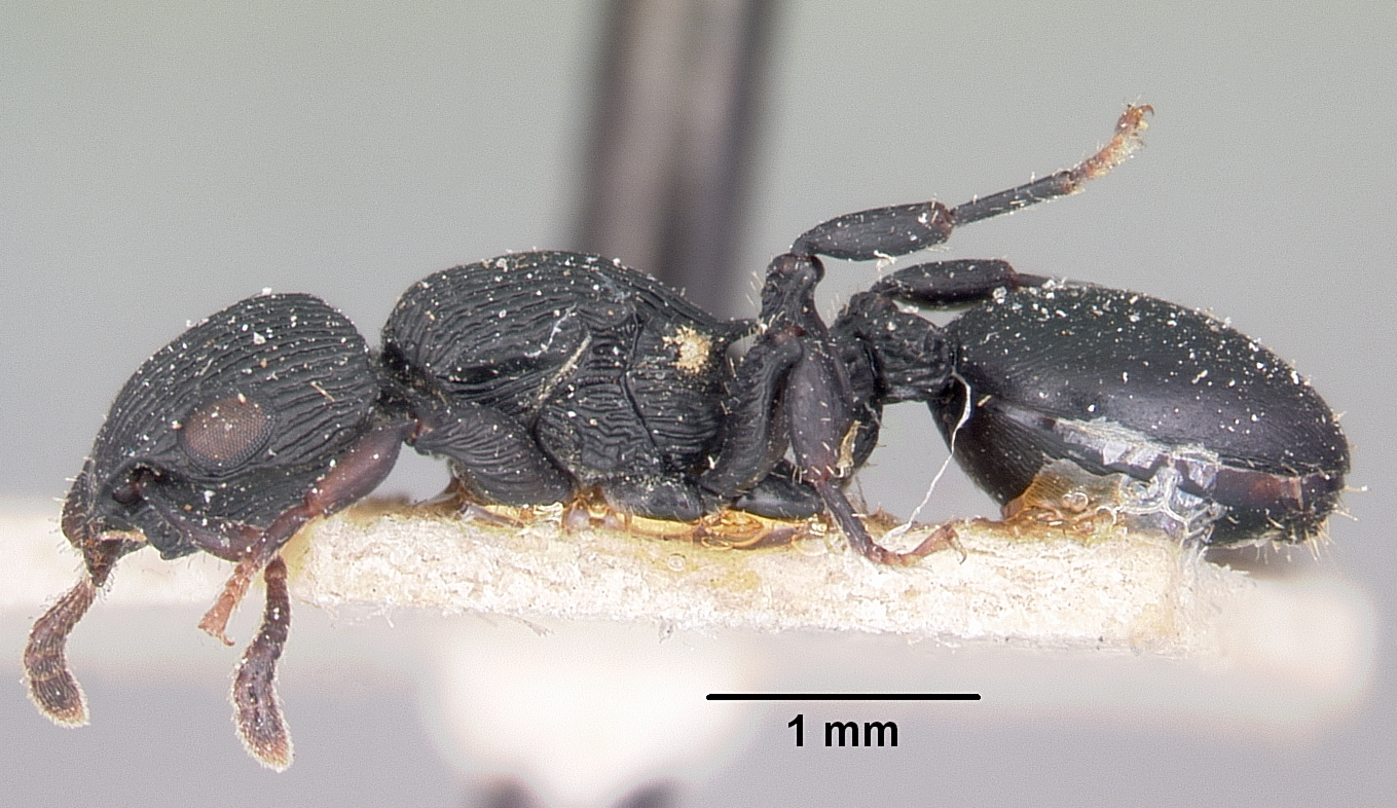
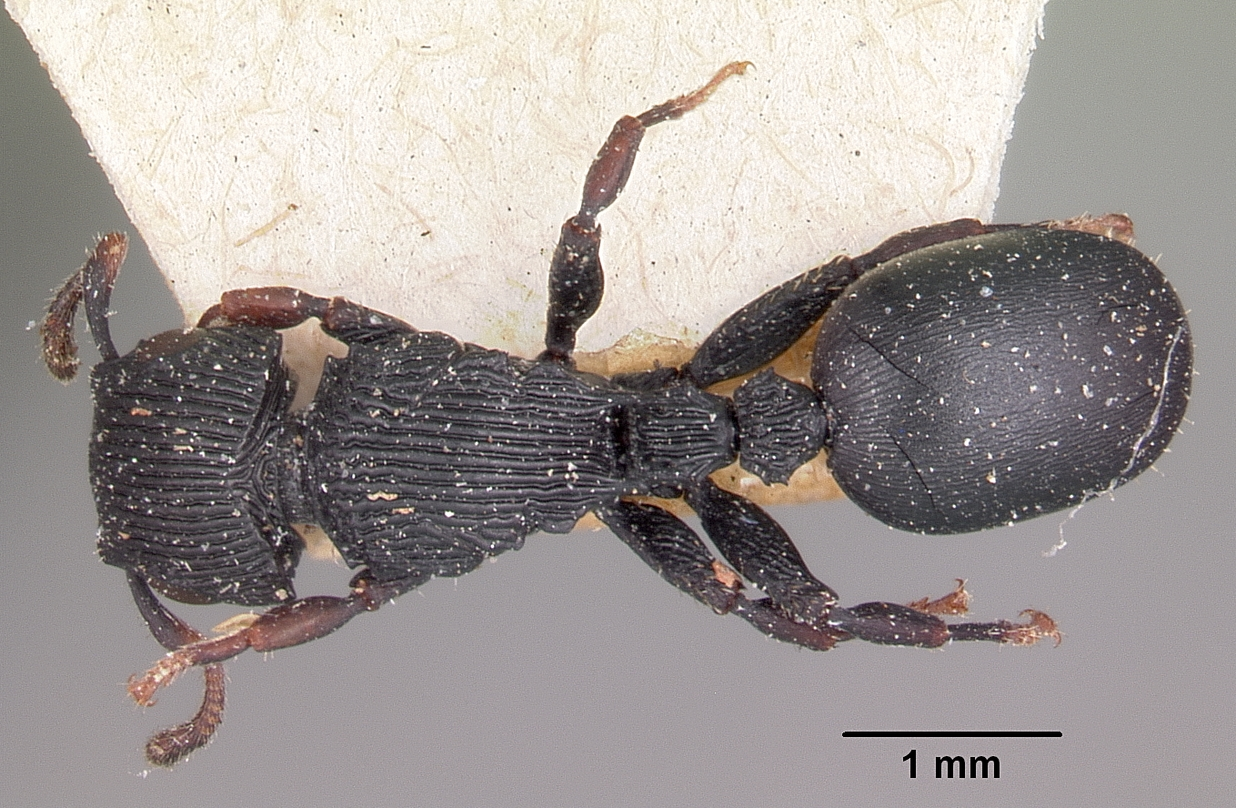
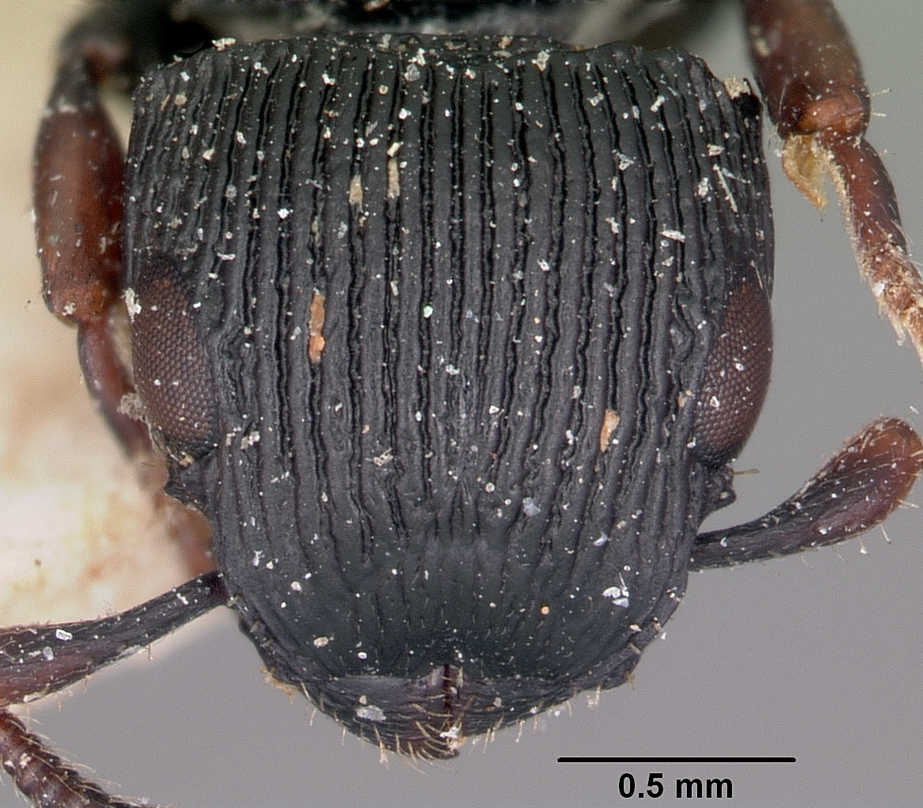